# Calvin Raatsie
Calvin Owen Harm Raatsie (* 9. Februar 2002 in Purmerend) ist ein niederländischer Fußballspieler, der als Torhüter bei Excelsior Rotterdam  unter Vertrag steht.

## Karriere

### Verein
Raatsie begann seine fußballerische Karriere beim EVC Edam, ehe er 2012 für ein Jahr zum RKAV Volendam wechselte. Anschließend wechselte er in die Jugendakademie von Ajax Amsterdam. In der Saison 2016/17 stand er erstmals bei der U17 im Kader. In der Folgesaison stand er weiterhin als Ersatztorhüter im Kader. 2018/19 etablierte er sich zur Stammkraft bei der U17 und stand gelegentlich bei der U19 im Kader. Die Folgesaison absolvierte er mit den A-Junioren, bei denen er in der Youth League mitspielte und auch einmal im Kader von Jong Ajax stand. In der Folgesaison gab er am 15. Februar 2021 (24. Spieltag) sein Debüt für Jong Ajax, als er im Zweitligaspiel gegen FC Dordrecht auf dem Platz stand. In der gesamten Saison stand er bei der U19 und Jong Ajax auf dem Platz und einmal im Pokal der Profis im Kader.
Im Sommer 2022 wechselte er zum FC Utrecht, bei dem er in der Folge in dessen zweiten Mannschaft in der zweiten Liga zum Einsatz kam. Im Sommer 2024 folgte ein weiterer Wechsel zu Excelsior Rotterdam.

### Nationalmannschaft
Raatsie durchlief zwischen 2017 und 2019 zunächst von der U15 bis zur U18 die Junioren-Nationalmannschaften des niederländischen Verbandes. Mit der U17 spielte er bei der U17-EM 2019, bei der er mit dem Team Europameister wurde, sowie die WM 2019. Seit Herbst 2023 gehört er der niederländischen U21-Nationalmannschaft an.

## Erfolge
Verein
- Niederländischer Meister: 2021 (ohne Einsatz im Kader)

Nationalmannschaft
- U17-Europameister: 2019